# Wełyka Medwediwka (rejon krasiłowski)
Wełyka Medwediwka (ukr. Велика Медведівка, pol. Medwedówka Wielka) – wieś na Ukrainie, w obwodzie chmielnickim, w rejonie krasiłowskim.